# Willkommschatzung
Willkommschatzung (auch Willkommschatz oder einfach Willkomm) war vor allem in den geistlichen Territorien des Heil. Römischen Reichs eine außerordentliche Schatzung, die einem neu gewählten Landesherrn von den Landständen zugestanden wurde. Mit dieser Steuer sollte ihm die Möglichkeit gegeben werden, die Kosten, die er für die Erlangung des Amtes aufgewendet hatte, die wir heute als Werbungskosten bezeichnen würden, zu begleichen. Dazu zählen vor allem die Übernahme von Schulden des Vorgängers sowie die Bestätigung durch den Papst und den Kaiser. Die für die Erhebung der Schatzung jeweils angelegten Register oder Schatzungslisten sind, soweit sie erhalten sind, eine bedeutsame Quelle für die Orts-, Familien-, Sozial- und Wirtschaftsgeschichte.

## Hochstift Münster
Im Hochstift Münster ist diese Gewohnheit seit 1498 nachweisbar, aber wohl bereits in der Mitte des 14. Jahrhunderts entstanden. Dort waren zunächst die Haushaltsvorstände (1498: „huesherren vnd husfrouwen“) zahlungspflichtig; steuerbar war jeder, der zur Kommunion zugelassen war, das waren alle Personen, die älter als 12 Jahre waren. Damit handelte es sich in dieser Zeit um eine Kopfsteuer. Befreit von der Zahlung waren der Adel und die Geistlichkeit, sowie in den Städten die Bürgermeister, Schöffen, Stadtschreiber und alle städtischen Bediensteten. Auch die Insassen der Hospitäler, die Küster an den Kirchen, die Richter und sonstigen öffentliche Bediensteten waren ausgenommen. Armen wurde die Steuer erlassen.
Die erste Schatzung wurde 1498 und 1499  für den Bischof Konrad II. vorgenommen. Weitere Willkommschatzungen erfolgten 1508 und 1509 für den Bischof Erich I. und 1525 für Bischof Friedrich III. In diesem Jahr wurde wegen Armut der Bevölkerung nur die Hälfte der bewilligten Kopfquote eingetrieben. Aus dem gleichen Grund wurde eine solche für Bischof Wilhelm, der 1553 sein Amt antrat, nicht erhoben.  Mit der 1560 erfolgten Schatzung für den Bischof Bernhard, der 1557–1566 regierte, änderte man die Zahlungspflicht derart, dass nunmehr die Kirchspiele zahlungspflichtig wurden. Die weitere Verteilung auf die Einwohner sollten die Pfarrer und Kirchenräte vornehmen. Nach diesem Modus wurde auch die Willkommschatzung für den Bischof Johann Wilhelm, der seit 1574 regierte, erhoben. Da seit seiner Regierungszeit jährliche Kirchspielschatzungen durchgeführt wurden, ist ein besonderer Willkommschatz danach nicht mehr erhoben worden.